# Образование и наука
„Образование и наука“ ЕАД е българско държавно печатарско предприятие в София. То води началото си от откритата на 25 януари 1881 година Държавна печатница и към 2023 година е най-старата действаща печатница в страната.
Към 2019 година предприятието има 98 служители, годишен обем на продажбите от 3,53 милиона лева и активи за 4,51 милиона лева.

## История
Държавната печатница е създадена непосредствено след Освобождението под ръководството на математика Георги Кирков, който на няколко пъти е неин директор, за последен път до 1913 година. Първоначално печатницата е устроена в пристройка на Буюк джамия, а между 1885 и 1887 година за нея е построена специална сграда – по това време е разположена в източните покрайнини на града на улица „Московска“, а днес се използва от галерията „Квадрат 500“. През следващите десетилетия печатницата постоянно разширява дейността си, като към края на 30-те години на XX век в нея работят 720 души. В нея се печатат всички издания на правителството, включително „Държавен вестник“, както и ценни книжа, гербови и пощенски марки, бандероли, формуляри и различни поръчки за частни клиенти. През 1923 година към печатницата е открито и специализирано професионално училище, днес Национална професионална гимназия по полиграфия и фотография.
На 30 март 1944 година сградата на Държавната печатница е почти напълно разрушена от англо-американските бомбардировки над София през Втората световна война, учебните помещения, работилниците и архивът на двете училища са опожарени. Печатницата е преместена в една от сградите на Софийския арсенал, днес Национален музей „Земята и хората“. С изграждането на новия Полиграфически комбинат „Димитър Благоев“ през 50-те години функциите ѝ стават по-ограничени и тя продължава да се използва главно за нуждите на Министерството на народната просвета. През 1975 година печатницата е преместена в сегашната си сграда на булевард „Цариградско шосе“ № 117, в квартал „Полигона“.
През 1992 година печатницата е преобразувана в акционерното дружество „Образование и наука“ ЕАД, еднолична собственост на Министерството на просветата.